# Famille Bini
Pour les articles homonymes, voir Bini.
 (juillet 2024).
La famille Bini sont une ancienne famille noble de Florence.

## Histoire

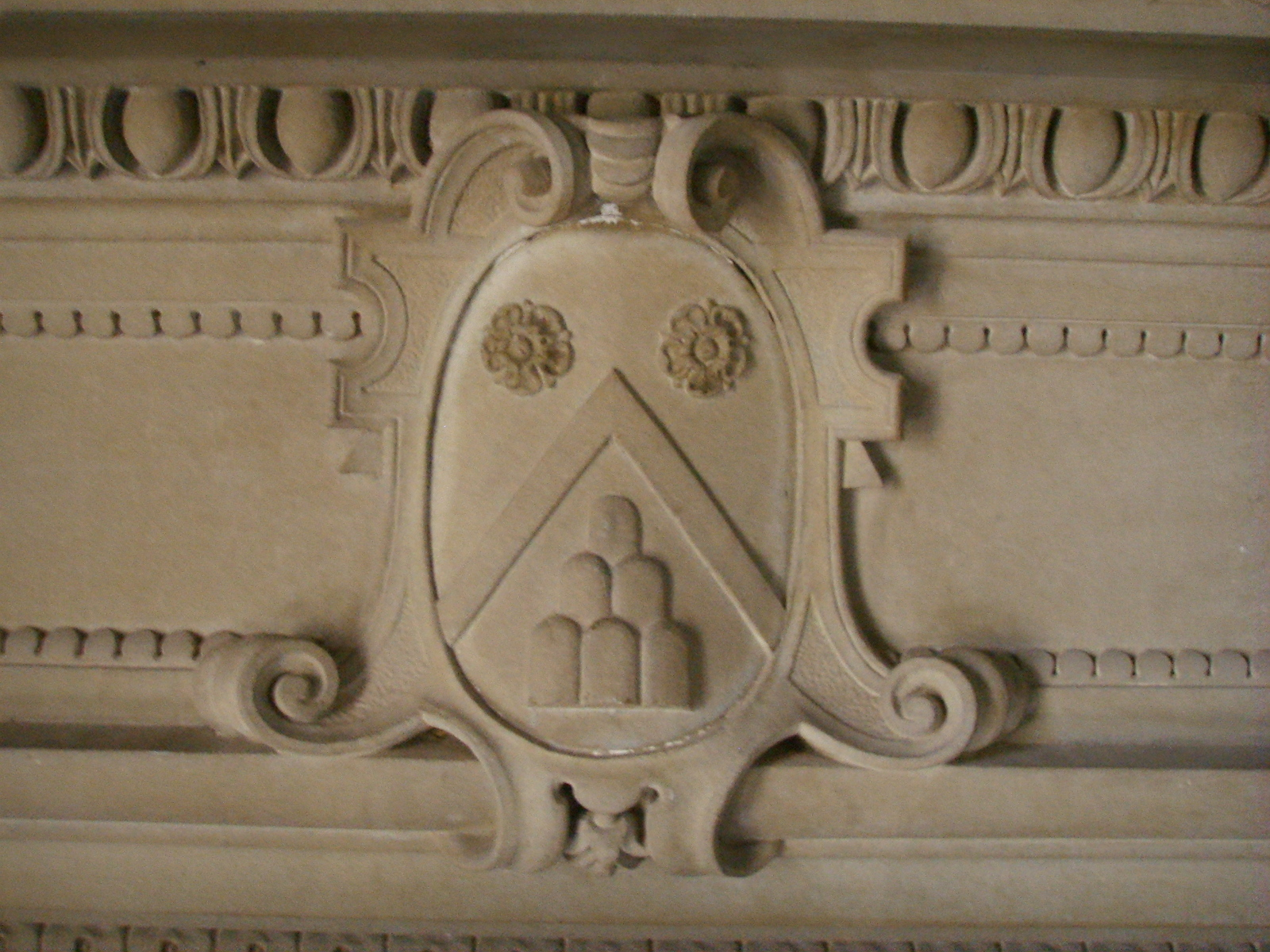
Emblème des Bini, villa La Torraccia, Fiesole

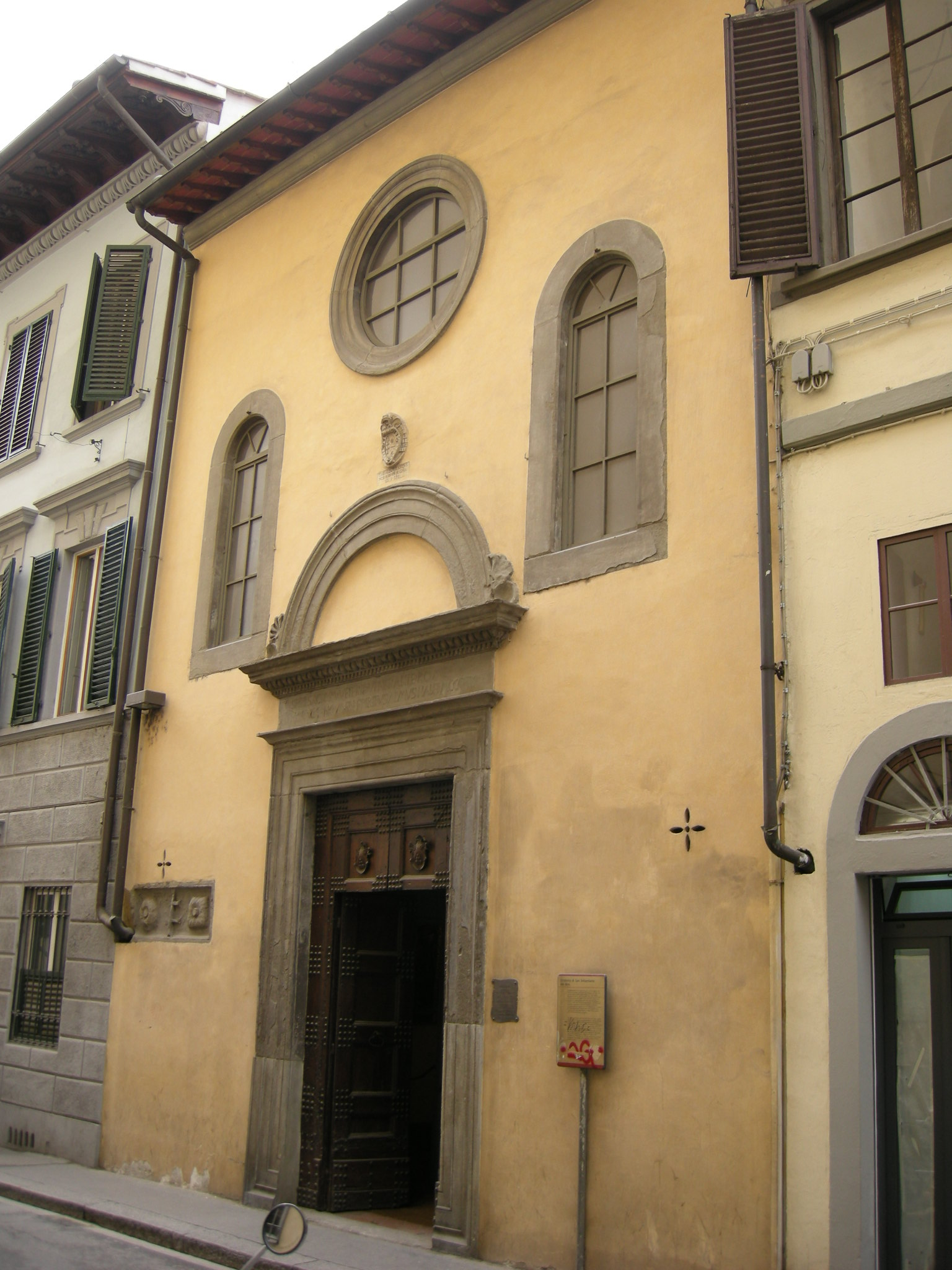
L'oratoire de l'hôpital san Sebastiano dei Bini

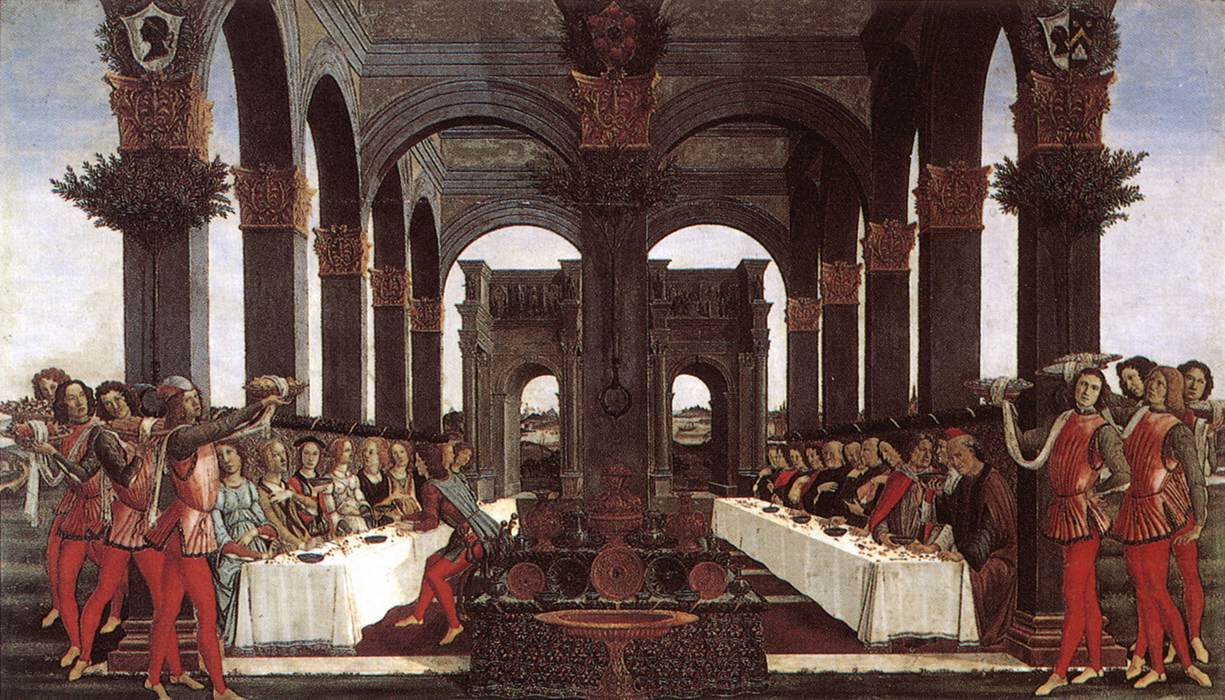
Sandro BotticelliL'Histoire de Nastagio degli Onesti (quatrième épisode)

Les premiers personnages remarquables remontent au XIVe siècle quand certains d'entre eux exercent au sein de la magistrature de la République florentine. En 1362 Pietro Bini a été le premier des quinze prieurs issus de la famille Bini.
En 1483 Lucrezia Bini épousa Giannozzo Pucci. En hommage au couple Laurent le Magnifique lui fit don des quatre tableaux de L'Histoire de Nastagio degli Onesti commandés à l'occasion à Sandro Botticelli. Dans celui du quatrième épisode un banquet est représenté avec les blasons des Pucci et des Bini.
Bernardo di Pietro Bini, XVIe siècle a été trésorier du pape Leon X: Il a financé la rénovation à Florence du spedalizzo di santo Spirito, appelé par la suite Oratorio di San Sebastiano de' Bini.
Tommaso Bini, fils de Bernardo, auteur de lettres apostoliques et préposé au chapitre du Dôme de Florence, reçut de Jules II la Commanderie de l' Arcispedale di Santo Spirito in Saxia à Rome en 1509.
Giovan Battista (mort en 1522, second fils de Bernardo, se dédia à l'étude des lois et devint juriste et prélat de la curie romaine et familier de Leon X. 
Après avoir été régent de la chancellerie apostolique en 1518 il retourne à Florence où il est nommé au chapitre florentin et nommé tornò a Firenze, dove ottenne la prepositura del Capitolo fiorentino e la nomina a cavaliere di San Pietro.
Au XVIIe siècle on trouve le vénérable Pietro Bini (mort en 1635), aumônier secret du pape Urbain VIII à partir de 1624, et fondateur de la première compagnie de la Congrégation de l'Oratoire approuvée par Urbain VIII par bulle du 1637.
Bernardo di Lorenzo (1628-1686) a été un homme politique avec le titre de cavalier. Il a été commissaire d'Arezzo, Volterra, Prato et Pistoia. En 1686 il devint sénateur du Grand-duché de Toscane.